# Fédération nationale républicaine des lycées
 (mars 2024).
La mise en forme du texte ne suit pas les recommandations de Wikipédia : il faut le « wikifier ».
Les points d'amélioration suivants sont les cas les plus fréquents. Le détail des points à revoir est peut-être précisé sur la page de discussion.
- Les titres sont pré-formatés par le logiciel. Ils ne sont ni en capitales, ni en gras.
- Le texte ne doit pas être écrit en capitales (les noms de famille non plus), ni en gras, ni en italique, ni en « petit »…
- Le gras n'est utilisé que pour surligner le titre de l'article dans l'introduction, une seule fois.
- L'italique est rarement utilisé : mots en langue étrangère, titres d'œuvres, noms de bateaux, etc.
- Les citations ne sont pas en italique mais en corps de texte normal. Elles sont entourées par des guillemets français : « et ».
- Les listes à puces sont à éviter, des paragraphes rédigés étant largement préférés. Les tableaux sont à réserver à la présentation de données structurées (résultats, etc.).
- Les appels de note de bas de page (petits chiffres en exposant, introduits par l'outil «  Source ») sont à placer entre la fin de phrase et le point final[comme ça].
- Les liens internes (vers d'autres articles de Wikipédia) sont à choisir avec parcimonie. Créez des liens vers des articles approfondissant le sujet. Les termes génériques sans rapport avec le sujet sont à éviter, ainsi que les répétitions de liens vers un même terme.
- Les liens externes sont à placer uniquement dans une section « Liens externes », à la fin de l'article. Ces liens sont à choisir avec parcimonie suivant les règles définies. Si un lien sert de source à l'article, son insertion dans le texte est à faire par les notes de bas de page.
- La présentation des références doit suivre les conventions bibliographiques. Il est recommandé d'utiliser les modèles {{Ouvrage}}, {{Chapitre}}, {{Article}}, {{Lien web}} et/ou {{Bibliographie}}. Le mode d'édition visuel peut mettre en forme automatiquement les références.
- Insérer une infobox (cadre d'informations à droite) n'est pas obligatoire pour parachever la mise en page.

Pour une aide détaillée, merci de consulter Aide:Wikification.
Si vous pensez que ces points ont été résolus, vous pouvez retirer ce bandeau et améliorer la mise en forme d'un autre article.
La Fédération nationale républicaine des lycées, communément appelée High School Republicans ou HSReps, est une organisation 501(c)(4) et dirigée par des étudiants qui cherche à mobiliser les jeunes et à élire des républicains. Les membres des HSReps à travers le pays s'engagent dans des activités politiques et travaillent sur des campagnes politiques.

## Fondation
Les Républicains des lycées ont été fondés pour de multiples raisons, du manque de soutien aux chapitres des TAR jusqu'aux conférences très coûteuses, certains chapitres se sont réunis et ont créé la nouvelle organisation.

## Histoire
La Fédération nationale républicaine des lycées a été créée en tant qu'organisation dirigée par des étudiants en avril 2022 pour assurer une meilleure coordination et un meilleur soutien aux groupes républicains locaux des lycées. Il a été fondé par une convention de fédérations d'États, dont les auxiliaires existants de leurs États parties respectifs. Leur mission est de « mener la bataille idéologique dans les écoles, de travailler dur pour contacter les électeurs afin d'élire les républicains et d'organiser un avenir solide ». Bien que certains chapitres du HSReps soient qualifiés de « Teen Republicans », certains opèrent toujours sous la Fédération nationale.

## Organisation
La Fédération nationale républicaine des lycées compte des sections nationales et locales dans tout le pays. Les plus grands chapitres se trouvent dans le New Jersey, le Nebraska et la Caroline du Nord. Ils comptent 10 000 membres actifs. L'organisation nationale préside l'ensemble des Républicains des lycées. Il est dirigé par le Conseil national, composé d'un président, d'un coprésident, de vice-présidents régionaux, d'un secrétaire et d'administrateurs nommés. Le Conseil national est chargé de superviser et de développer l'organisation afin de promouvoir les causes républicaines. La direction comprend également un comité national composé de représentants de chaque État.
Les sections locales des lycées et des comtés travaillent au niveau local pour rallier les jeunes derrière des causes. Les sections républicaines locales des lycées ont organisé des forums de candidats, inscrit les électeurs et aidé à élire des républicains dans leurs propres communautés,.

## Participation
Pendant la saison électorale, les républicains des lycées ont recours au porte-à-porte, aux services bancaires par téléphone et au bouche à oreille pour atteindre les électeurs au nom des campagnes républicaines,. Ces étudiants ont participé à plusieurs campagnes, notamment celles du député Don Bacon, Heidi Ganahl, et plusieurs autres.
Les républicains des lycées s'engagent également dans un activisme législatif dans leurs sections d'État. En décembre 2023, les Républicains des lycées du New Jersey ont témoigné à Trenton, New Jersey, pour soutenir l'Involve our Youth Act, un projet de loi qui accorderait aux élèves du secondaire des absences excusées spécifiques pour leur engagement civique,. Ils se sont associés aux démocrates des lycées du New Jersey pour faire adopter le projet de loi.

## Voir également
- Jeunes Républicains
- Républicains universitaires
- Républicains adolescents
- parti républicain
- Démocrates des lycées d'Amérique
- Démocrates universitaires